# Franz von Miller (Volkswirtschaftler)
Franz von Miller (* 1783 in Weitnau; † 1842 in Darmstadt) war ein Volkswirtschaftler, der sich für eine einheitliche Zollregelung mit Abschaffung der Binnenzölle zwischen den Teilterritorien im damals wirtschaftlich zersplitterten deutschen Gebiet einsetzte. Der später geadelte Franz Miller war lange Jahre ein Weggefährte von Friedrich List.

## Leben

### Jugend, Studium, Landgericht
Franz Miller wurde in Weitnau im Allgäu geboren. Er studierte Rechtswissenschaft in Innsbruck. Seine erste Anstellung erhielt er 1809 als Oberschreiber am Landgericht Weiler. In dieser Position gelang es ihm, eine Strafaktion der französischen napoleonischen Truppen gegen Weiler verhindern.
Nach dem Zusammenbruch der Vorarlberger Volkserhebung 1806 hatte Napoléon seinen Oberbefehlshaber General Beaumont mit mehreren Strafaktionen beauftragt:
1. Gefangennahme und standrechtliche Erschießung des aus Weiler im Allgäu stammenden Generalkommissars Dr. Anton Schneider. Dieser hatte sich aber vorsorglich den württembergischen Truppen unter Kronprinz Paul ergeben und entging so der Hinrichtung.
2. Niederbrennen von Weiler, dem Hauptort des Westallgäuer Widerstandes. Dem jungen Gerichtsassessor Franz Miller gelang es jedoch durch sein Verhandlungsgeschick und seine Französischkenntnisse, Beaumont so lange von der planmäßigen Zerstörung des Ortes abzuhalten, bis die württembergischen Truppen unter Kronprinz Karl eintrafen.
3. Nach den beiden Misserfolgen bemühte sich Beaumont dann offenbar umso intensiver um seinen Auftrag, 177 bekannte Vorarlberger und Westallgäuer als Geiseln zu nehmen. Für die unter falschen Informationen gefangengesetzten Personen begann eine mehrmonatige leidvolle Irrfahrt durch Europa, bevor sie zur Erleichterung ihrer Angehörigen schließlich wieder nach Hause zurückkehren durften.

### Mitbegründer und Betreiber einer Handelsfirma
1810 gab Miller seine öffentliche Stellung auf und wandte sich dem Handelsrecht zu. 1811 gründete er zusammen mit den Fabrikanten Johann Baptist König aus Immenstadt und Franz Xaver Baldauf aus Ebratshofen eine „Leinwandhandels-Sozietät“ in Immenstadt. Diese Gesellschaft entwickelte weit reichende geschäftliche Beziehungen zu Orten in ganz Deutschland, darüber hinaus in Italien (hier besonders in der Lombardei, Venedig und Neapel), ferner in Frankreich, Holland und in der Schweiz. Franz Miller, der französisch, italienisch, englisch und holländisch sprach, führte die Korrespondenz und unternahm die erforderlichen Geschäftsreisen.
Nach zehn Jahren Geschäftstätigkeit musste die „Leinwandhandels-Sozietät“ in Immenstadt 1821 ihre Zahlungen einstellen und sich auflösen. Ihr Begründer Franz Miller verlor dabei sein gesamtes Vermögen. Er ließ sich aber durch das persönliche wirtschaftliche Fiasko nicht entmutigen.

### Vorkämpfer für Handels- und Wirtschaftsreformen
Hintergrund des Zusammenbruchs seiner Firma waren einerseits die schlechten Rahmenbedingungen im damaligen Agrarland und verkehrstechnisch schlecht erschlossenen Königreich Württemberg. Der Württembergische König Wilhelm versuchte mit Hilfe seines genialen Nationalökonomen und Reformers Friedrich List entgegenzusteuern. Viele Menschen sahen dennoch die Auswanderung als einzigen Ausweg aus der Verarmung (Pauperismus). Die besonders schwierige wirtschaftliche Lage im Westallgäu nach den Befreiungskriegen kam erschwerend hinzu. Hier lag der Hauptgrund neben mehreren Missernten in der Abtrennung der angestammten Wirtschaftsgebiete Österreichs (Napoleon hatte Westallgäu dem Königreich Bayern geschenkt) sowie den unterschiedlichen handelsrechtlichen Bestimmungen in den vielen deutschen Kleinstaaten und den äußeren Zollschranken.
Bereits 1819, also einige Jahre zuvor, als sich erste finanzielle Schwierigkeiten für die Leinwandhandelsgesellschaft zeigten, ging Miller in die Offensive, äußerte sich öffentlich zur Wirtschaftspolitik und forderte in Vorträgen und Schriften Reformen.

### Begegnung mit List und Bemühungen um einheitliche Zollregelungen
Schon 1811 hatten die Fabrikanten Elch (Kaufbeuren), Pfeiffer (Kempten) und Frey (Immenstadt) den deutschen Gewerbeverein gegründet. Sie sandten regelmäßig Petitionen an den Frankfurter Bundestag und hatten dabei Friedrich List an ihrer Seite, der die Eingaben unterstützte und redaktionell überarbeitete.
1819 gründete Friedrich List schließlich den Allgemeinen Deutscher Handels- und Gewerbeverein. Er selbst wurde sogenannter Konsulent, d. h. Chefberater oder Wortführer. Allerdings erschien Friedrich List den Kaufleuten bald zu unternehmungslustig, seine Pläne zu waghalsig. Nach Meinungsverschiedenheiten schied List aus und berief Franz Miller zum Konsulenten und Nachfolger, auf den er durch dessen Publikationstätigkeit aufmerksam geworden war.
In seiner neuen Stellung sah Miller eine Chance, seine Visionen und Ziele umzusetzen. Er beriet 1820 die süddeutsche Länderabordnung, die sich in Darmstadt zur Vorbereitung  und Gründung eines allen genehmen Zollsystems zusammengefunden hatte. Die Verhandlungen zeigten sich als äußerst schwierig und liefen nur allzu oft auf Streit und gegenseitige Beschuldigung hinaus. Schließlich ging die Konferenz ohne Ergebnis zu Ende.
1823 löste sich der deutsche „Handels- und Gewerbeverein“ auf. Friedrich List hatte sich als Landtagsabgeordneter 1821 mit seiner deutlichen Kritik (Reutlinger Petition) mit Parlament und König überworfen und war zu 10 Monaten Festungshaft verurteilt worden, von denen er 5 verbüßte und dann freiwillig nach Amerika auswanderte.

### Steuerrat im Dienst des Württembergischen Staates
Miller blieb auf ausdrücklichen Wunsch des Württembergischen Königs Wilhelm in Darmstadt, dessen Bundestagsgesandter Karl August von Wangenheim die besondere wirtschaftliche Begabung, sein Beharrungsvermögen und seinen Weitblick erkannt hatte. 1823 trat Franz Miller als Steuerrat in den Dienst des Württembergischen Staates.
Er konnte schließlich 1828 wesentlich zur Gründung des Bayerisch-Württembergischen Zollvereins beitragen, einer Einrichtung, die
gemeinsam mit dem preußisch-hessischen und dem mitteldeutschen Zollverein der wirtschaftsräumlichen Zersplitterung Deutschlands in eine Vielzahl kleinstaatlicher Zollgebiete entgegenwirken wollte. Die beteiligten Staaten hoben untereinander die Zollschranken auf, verabredeten die Zölle an den Außengrenzen und teilten die Einnahmen nach einem vereinbarten Schlüssel auf. Der Erfolg ebnete den Weg für die auf Drängen Preußens am 1. Januar 1834 in Kraft tretende Gesamtlösung, die Gründung des allgemeinen deutschen Zollvereins. Die von Friedrich List wissenschaftlich und publizistisch vorbereitete Idee gab die entscheidenden Impulse für die Steigerung von Produktion, Handel und Verkehr sowie die Industrialisierung Deutschlands. Sie schuf damit die wirtschaftlichen Voraussetzungen für die politische Einigung mit der Reichsgründung 1871, die zugleich das natürliche Ende des Zollvereins bedeutete.
Für seine Verdienste als ein Vorkämpfer für den Deutschen Zollverein erhob man Franz Miller in den Adelsstand.
Er starb 1842 in Darmstadt im Alter von 59 Jahren.

### Friedrich List und Franz Miller
Friedrich List und Franz Miller waren sich in ihren ökonomischen Vorstellungen sehr nah; sie unterstützten und förderten sich gegenseitig. Ihre zukunftsweisenden Ideen verfochten und verbreiteten sie unbeirrt gegen reaktionäre engstirnige Naturen in Staatsverwaltung und Handelskreisen. Bei dieser engen geistigen Partnerschaft verlief ihr Lebensweg ziemlich gegensätzlich. Der ungeduldigere visionäre Friedrich List war seiner Zeit weit voraus, brach eine Universitäts- und Parlamentskarriere ab und wirkte dann freiberuflich und über längere Abschnitte im Ausland. Der realitätsbezogenere Franz Miller erlebte nach juristischer öffentlicher Betätigung zu Beginn karge Jahre unabhängiger Tätigkeit unter schwierigen wirtschaftlichen Bedingungen und erfuhr später Anerkennung durch die Übernahme in den Staatsdienst und schließlich die Erhebung in den Adelsstand.

## Leistungen
Seine Verdienste um die Zollvereinheitlichung und Belebung des Handels sichern Franz von Miller einen Platz in der deutschen Geschichte des 19. Jh. Der Ort Weiler im Allgäu verdankt ihm die Rettung vor planmäßiger Zerstörung durch Napoleon.

## Werke/Schriften
Vorträge und Schriften z. B.:
- „Der Leinwandhandel, eine vorzügliche Quelle vaterländischen Wohlstands.“ (1819)
- „Worte zur Beherzigung an die deutschen Fürsten und Völker über die traurige Lage des vaterländischen Handels und die Notwendigkeit schleuniger Abhilfe.“ (1819)
- „Ueber ein Maximum der Zölle zwischen den süddeutschen Staaten ...“ (1822)
- Aufsätze im „Organ für den deutschen Gewerbe- und Fabrikstand.“

## Anhang